# Limones (Granada)
Limones es una localidad española perteneciente al municipio de Moclín, en la provincia de Granada (comunidad autónoma de Andalucía). Está situado junto al límite con la provincia de Jaén. Dista 7 km de Moclín, la cabecera municipal y sede del Ayuntamiento. En el año 2019 tenía, según el INE, 103 habitantes.
Se accede por la carretera provincial GR-3415 desde la nacional de Granada a Córdoba. 

## Economía
Predomina la agricultura, y dentro de ella, la explotación del olivar. Además, la localidad presenta aptitudes para el turismo rural, pero no se han explotado prácticamente hasta la fecha.

## Historia
El entorno de Limones estuvo habitado en época romana, de la que quedan los poblados en los lugares de Loma de la Era y El Rosalejo. Más tarde, los hispano-musulmanes lo llamaron «Beleymon», cuando Limones era un cortijo.
Está documentada una torre en Limones en 1488.

## Monumentos
- Iglesia de san Miguel Arcángel.
- Casamatas de una línea de fortificaciones de la Guerra Civil .
- Conjunto de arquitectura tradicional, de gran interés etnográfico.

## Fiestas
- Manchos (principios de febrero).
- Fiesta de San Miguel (finales de agosto).
- San Miguelito (finales de septiembre).

- Datos: Q5976541